# Diskografie Jessie J
Toto je seznam vydané diskografie anglické zpěvačky Jessie J.

## Alba

### Studiová alba
| Název                                                                                   | Detaily o albu                                            | Umístění v hitparádách | Umístění v hitparádách | Umístění v hitparádách | Umístění v hitparádách | Umístění v hitparádách | Umístění v hitparádách | Umístění v hitparádách | Umístění v hitparádách | Umístění v hitparádách | Umístění v hitparádách | Certifikace                                                                                            |
| Název                                                                                   | Detaily o albu                                            | UK                     | AUS                    | CAN                    | DEN                    | GER                    | IRE                    | NLD                    | NZ                     | SWI                    | US                     | Certifikace                                                                                            |
| --------------------------------------------------------------------------------------- | --------------------------------------------------------- | ---------------------- | ---------------------- | ---------------------- | ---------------------- | ---------------------- | ---------------------- | ---------------------- | ---------------------- | ---------------------- | ---------------------- | --- |
| Who You Are                                                                             | - Vydáno: 25. února 2011 - Vydavatelství: Island, Lava    | 2                      | 4                      | 6                      | 5                      | 18                     | 4                      | 41                     | 4                      | 29                     | 11                     | - BPI: 4× Platinum - ARIA: Platinum - BVMI: Gold - IRMA: 2× Platinum - RIAA: Platinum - RMNZ: Platinum |
| Alive                                                                                   | - Vydáno: 23. září 2013 - Vydavatelství: Island, Lava     | 3                      | 7                      | —                      | —                      | 35                     | 6                      | 19                     | 18                     | 15                     | —                      | - BPI: Gold                                                                                            |
| Sweet Talker                                                                            | - Vydáno: 13. října 2014 - Vydavatelství: Republic, Lava  | 5                      | 14                     | 16                     | 26                     | 25                     | 11                     | 19                     | 13                     | 12                     | 10                     | - BPI: Gold                                                                                            |
| R.O.S.E.                                                                                | - Vydáno: 25. května 2018 - Vydavatelství: Republic, Lava | —                      | —                      | —                      | —                      | —                      | —                      | —                      | —                      | —                      | —                      | |
| This Christmas Day                                                                      | - Vydáno: 26. října 2018 - Vydavatelství: Republic, Lava  | —                      | —                      | —                      | —                      | —                      | —                      | —                      | —                      | —                      | —                      | |
| "—" značí, že se nahrávka neumístila v hitparádách nebo v tomto území ani nebyla vydána |                                                           |                        |                        |                        |                        |                        |                        |                        |                        |                        |                        | |

## Extended play
| Název                   | Detaily o EP                                                 |
| ----------------------- | ------------------------------------------------------------ |
| iTunes Festival         | - Vydáno: 14. října 2012 - Vydavatelství: Universal Republic |
| R.O.S.E. (Realisations) | - Vydáno: 22. května 2018 - Vydavatelství: Republic          |
| R.O.S.E. (Obsessions)   | - Vydáno: 23. května 2018 - Vydavatelství: Republic          |
| R.O.S.E. (Sex)          | - Vydáno: 24. května 2018 - Vydavatelství: Republic          |
| R.O.S.E. (Empowerment)  | - Vydáno: 25. května 2018 - Vydavatelství: Republic          |

## Singly

### Jako hlavní umělkyně
| Název                                                                                   | Rok  | Umístění v hitparádách | Umístění v hitparádách | Umístění v hitparádách | Umístění v hitparádách | Umístění v hitparádách | Umístění v hitparádách | Umístění v hitparádách | Umístění v hitparádách | Umístění v hitparádách | Umístění v hitparádách | Certifikace | Album              |
| Název                                                                                   | Rok  | UK                     | AUS                    | AUT                    | CAN                    | DEN                    | GER                    | IRE                    | NLD                    | NZ                     | US                     | Certifikace | Album              |
| --------------------------------------------------------------------------------------- | ---- | ---------------------- | ---------------------- | ---------------------- | ---------------------- | ---------------------- | ---------------------- | ---------------------- | ---------------------- | ---------------------- | ---------------------- | --- | ------------------ |
| "Do It like a Dude"                                                                     | 2010 | 2                      | 66                     | 62                     | —                      | 16                     | 41                     | 11                     | 95                     | 8                      | —                      | - BPI: Platinum - ARIA: Platinum - RMNZ: Gold                                                                                      | Who You Are        |
| "Price Tag" (feat. B.o.B)                                                               | 2011 | 1                      | 2                      | 11                     | 4                      | 14                     | 3                      | 1                      | 3                      | 1                      | 23                     | - BPI: 3× Platinum - ARIA: 8× Platinum - BVMI: Platinum - IFPI DEN: Gold - RIAA: 4× Platinum - RMNZ: 2× Platinum                   | Who You Are        |
| "Nobody's Perfect"                                                                      | 2011 | 9                      | 9                      | 33                     | —                      | 27                     | 40                     | 14                     | 19                     | 10                     | —                      | - BPI: Gold - ARIA: 2× Platinum - RMNZ: Gold                                                                                       | Who You Are        |
| "Who's Laughing Now"                                                                    | 2011 | 16                     | —                      | —                      | —                      | —                      | —                      | 28                     | —                      | —                      | —                      | - BPI: Silver | Who You Are        |
| "Domino"                                                                                | 2011 | 1                      | 5                      | 26                     | 7                      | 22                     | 22                     | 1                      | 20                     | 3                      | 6                      | - BPI: 2× Platinum - ARIA: 5× Platinum - BVMI: Gold - IFPI DEN: Platinum - RIAA: Platinum - RMNZ: 2× Platinum                      | Who You Are        |
| "Who You Are"                                                                           | 2011 | 8                      | 86                     | —                      | 85                     | —                      | —                      | 23                     | —                      | —                      | —                      | - BPI: Platinum | Who You Are        |
| "LaserLight" (feat. David Guetta)                                                       | 2012 | 5                      | 48                     | —                      | —                      | —                      | —                      | 9                      | —                      | 19                     | —                      | - BPI: Silver - ARIA: Gold | Who You Are        |
| "Silver Lining (Crazy 'Bout You)"                                                       | 2012 | 100                    | —                      | —                      | —                      | —                      | 66                     | —                      | —                      | —                      | —                      | | Terapie láskou     |
| "Wild" (feat. Big Sean a Dizzee Rascal)                                                 | 2013 | 5                      | 6                      | 34                     | —                      | 16                     | 12                     | 9                      | 63                     | 24                     | —                      | - BPI: Gold - ARIA: 2× Platinum - IFPI DEN: Gold                                                                                   | Alive              |
| "It's My Party"                                                                         | 2013 | 3                      | 12                     | —                      | —                      | —                      | —                      | 12                     | —                      | —                      | —                      | - BPI: Silver - ARIA: Gold | Alive              |
| "Thunder"                                                                               | 2013 | 18                     | 100                    | —                      | —                      | —                      | —                      | 55                     | —                      | —                      | —                      | | Alive              |
| "Bang Bang" (s Ariana Grande a Nicki Minaj)                                             | 2014 | 1                      | 4                      | 12                     | 3                      | 10                     | 13                     | 3                      | 7                      | 4                      | 3                      | - BPI: 2× Platinum - ARIA: 5× Platinum - BVMI: Platinum - IFPI DEN: Platinum - MC: 6× Platinum - RIAA: Diamond - RMNZ: 2× Platinum | Sweet Talker       |
| "Burnin' Up" (feat. 2 Chainz)                                                           | 2014 | 73                     | 63                     | —                      | 100                    | —                      | —                      | —                      | —                      | —                      | 86                     | | Sweet Talker       |
| "Masterpiece"                                                                           | 2015 | —                      | 14                     | 9                      | 74                     | —                      | 10                     | —                      | —                      | 13                     | 65                     | - ARIA: 2× Platinum - BVMI: Gold - RMNZ: Gold                                                                                      | Sweet Talker       |
| "You've Lost That Lovin' Feelin'" (s Tom Jones)                                         | 2015 | —                      | —                      | —                      | —                      | —                      | —                      | —                      | —                      | —                      | —                      | | Singl bez alb      |
| "Flashlight"                                                                            | 2015 | 13                     | 2                      | 37                     | 57                     | —                      | 38                     | 31                     | 55                     | 7                      | 61                     | - BPI: Platinum - ARIA: 4× Platinum - BVMI: Gold - IFPI DEN: Gold - RMNZ: Gold                                                     | Ladíme 2           |
| "Man with the Bag"                                                                      | 2015 | 70                     | —                      | —                      | —                      | —                      | —                      | —                      | —                      | —                      | —                      | - BPI: Silver | This Christmas Day |
| "Real Deal"                                                                             | 2017 | —                      | —                      | —                      | —                      | —                      | —                      | —                      | —                      | —                      | —                      | | R.O.S.E.           |
| "Think About Tha"                                                                       | 2017 | —                      | —                      | —                      | —                      | —                      | —                      | —                      | —                      | —                      | —                      | | R.O.S.E.           |
| "Not My Ex"                                                                             | 2017 | —                      | —                      | —                      | —                      | —                      | —                      | —                      | —                      | —                      | —                      | | R.O.S.E.           |
| "Queen"                                                                                 | 2017 | —                      | —                      | —                      | —                      | —                      | —                      | —                      | —                      | —                      | —                      | | R.O.S.E.           |
| "Love Will Save the World"                                                              | 2018 | —                      | —                      | —                      | —                      | —                      | —                      | —                      | —                      | —                      | —                      | | Singly bez alb     |
| "Brave" (s Don Diablo)                                                                  | 2019 | —                      | —                      | —                      | —                      | —                      | —                      | —                      | —                      | —                      | —                      | | Singly bez alb     |
| "One More Try"                                                                          | 2019 | —                      | —                      | —                      | —                      | —                      | —                      | —                      | —                      | —                      | —                      | | & Juliet           |
| "Weaponry" (s Mike Posner)                                                              | 2020 | —                      | —                      | —                      | —                      | —                      | —                      | —                      | —                      | —                      | —                      | | Operation: Wake Up |
| "I Want Love"                                                                           | 2021 | —                      | —                      | —                      | —                      | —                      | —                      | —                      | —                      | —                      | —                      | | Singl bez alb      |
| "—" značí, že se nahrávka neumístila v hitparádách nebo v tomto území ani nebyla vydána |      |                        |                        |                        |                        |                        |                        |                        |                        |                        |                        | |                    |

### Jako vedlejší umělkyně
| Název                                                                                   | Rok  | Umístění v hitparádách | Umístění v hitparádách | Umístění v hitparádách | Album           |
| Název                                                                                   | Rok  | UK                     | GER                    | NLD                    | Album           |
| --------------------------------------------------------------------------------------- | ---- | ---------------------- | ---------------------- | ---------------------- | --------------- |
| "Up" (James Morrison feat. Jessie J)                                                    | 2011 | 30                     | 19                     | 70                     | The Awakening   |
| "Remember Me" (Daley feat. Jessie J)                                                    | 2012 | 24                     | —                      | —                      | Alone Together  |
| "Calling All Hearts" (DJ Cassidy feat. Robin Thicke a Jessie J)                         | 2014 | 6                      | —                      | —                      | Paradise Royale |
| "Where's the Love?" (The Black Eyed Peas feat. různí umělci)                            | 2016 | 47                     | —                      | —                      | Singly bez alb  |
| "Bridge over Troubled Water" (jako Artists for Grenfell)                                | 2017 | 1                      | —                      | —                      | Singly bez alb  |
| "Heaven Bound" (Louis York feat. Jessie J)                                              | 2023 | —                      | —                      | —                      | Singly bez alb  |
| "—" značí, že se nahrávka neumístila v hitparádách nebo v tomto území ani nebyla vydána |      |                        |                        |                        |                 |

### Promo singly
| Název                                                                                   | Rok  | Umístění v hitparádách | Umístění v hitparádách | Album               |
| Název                                                                                   | Rok  | AUS                    | US Adult R&B           | Album               |
| --------------------------------------------------------------------------------------- | ---- | ---------------------- | ---------------------- | ------------------- |
| "Casualty of Love"                                                                      | 2011 | —                      | 28                     | Who You Are         |
| "Square One"                                                                            | 2013 | —                      | —                      | Alive               |
| "Personal"                                                                              | 2014 | —                      | —                      | Sweet Talker        |
| "Sweet Talker"                                                                          | 2014 | —                      | —                      | Sweet Talker        |
| "Ain't Been Done"                                                                       | 2014 | 47                     | —                      | Sweet Talker        |
| "Can't Take My Eyes Off You"                                                            | 2016 | —                      | —                      | Promo singl bez alb |
| "—" značí, že se nahrávka neumístila v hitparádách nebo v tomto území ani nebyla vydána |      |                        |                        |                     |

## Spoluumělkyně
| Název                                                     | Rok  | Album                                              |
| --------------------------------------------------------- | ---- | -------------------------------------------------- |
| "Love Shine Down" (Olly Murs feat. Jessie J)              | 2010 | Olly Murs                                          |
| "Repeat" (David Guetta feat. Jessie J)                    | 2011 | Nothing but the Beat                               |
| "I Wanna Dance with Somebody" (Live)                      | 2011 | Dermot O'Leary Presents the Saturday Sessions 2011 |
| "We Will Rock You" (Queen feat. Jessie J)                 | 2012 | A Symphony of British Music                        |
| "Do You Hear What I Hear?" (Mary J. Blige feat. Jessie J) | 2013 | A Mary Christmas                                   |
| "We Don't Play Around" (Dizzee Rascal feat. Jessie J)     | 2014 | The Fifth                                          |
| "Part of Your World" (z Malá mořská víla)                 | 2015 | We Love Disney                                     |
| "Grease (Is the Word)"                                    | 2016 | Pomáda: Živě                                       |
| "My Superstar"                                            | 2016 | Doba ledová: Mamutí drcnutí                        |
| "I Got You (I Feel Good)"                                 | 2018 | Padesát odstínů svobody                            |
| "Flashlight"                                              | 2020 | One World: Together at Home                        |
| "Bang Bang"                                               | 2020 | One World: Together at Home                        |

## Další umístěné písně
| Název                                                                                   | Rok  | Umístění v hitparádách | Umístění v hitparádách | Umístění v hitparádách | Umístění v hitparádách | Umístění v hitparádách | Certifikace   | Album                       |
| Název                                                                                   | Rok  | UK                     | AUS                    | CAN AC                 | IRE                    | NLD                    | Certifikace   | Album                       |
| --------------------------------------------------------------------------------------- | ---- | ---------------------- | ---------------------- | ---------------------- | ---------------------- | ---------------------- | ------------- | --------------------------- |
| "Mamma Knows Best"                                                                      | 2011 | 59                     | —                      | —                      | —                      | —                      |               | Who You Are                 |
| "Abracadabra"                                                                           | 2011 | 106                    | —                      | —                      | —                      | —                      |               | Who You Are                 |
| "Rainbow"                                                                               | 2011 | 158                    | —                      | —                      | —                      | —                      |               | Who You Are                 |
| "Stand Up"                                                                              | 2011 | 186                    | —                      | —                      | —                      | —                      |               | Who You Are                 |
| "My Shadow"                                                                             | 2011 | 188                    | —                      | —                      | —                      | —                      |               | Who You Are                 |
| "Repeat" (David Guetta feat. Jessie J)                                                  | 2011 | 108                    | —                      | —                      | —                      | —                      |               | Nothing but the Beat        |
| "We Will Rock You" (Queen feat. Jessie J)                                               | 2012 | 107                    | —                      | —                      | —                      | —                      |               | A Symphony of British Music |
| "Sexy Lady"                                                                             | 2013 | 22                     | —                      | —                      | 30                     | —                      | - BPI: Silver | Alive                       |
| "Excuse My Rude" (feat. Becky G)                                                        | 2013 | 124                    | —                      | —                      | —                      | —                      |               | Alive                       |
| "I Miss Her"                                                                            | 2013 | 194                    | —                      | —                      | —                      | —                      |               | Alive                       |
| "Do You Hear What I Hear?" (Mary J. Blige feat. Jessie J)                               | 2013 | 59                     | —                      | —                      | 40                     | —                      |               | A Mary Christmas            |
| "We Don't Play Around" (Dizzee Rascal feat. Jessie J)                                   | 2014 | —                      | 46                     | —                      | —                      | —                      |               | The Fifth                   |
| "Man with the Bag"                                                                      | 2018 | 70                     | —                      | 25                     | —                      | 74                     | - BPI: Silver | This Christmas Day          |
| "Rockin' Around the Christmas Tree"                                                     | 2018 | —                      | —                      | 19                     | —                      | —                      |               | This Christmas Day          |
| "This Christmas Day"                                                                    | 2018 | —                      | —                      | 41                     | —                      | —                      |               | This Christmas Day          |
| "Silent Night"                                                                          | 2018 | —                      | —                      | 33                     | —                      | —                      |               | This Christmas Day          |
| "Santa Claus Is Comin' to Town"                                                         | 2018 | —                      | —                      | 37                     | —                      | —                      |               | This Christmas Day          |
| "White Christmas"                                                                       | 2018 | —                      | —                      | 37                     | —                      | —                      |               | This Christmas Day          |
| "—" značí, že se nahrávka neumístila v hitparádách nebo v tomto území ani nebyla vydána |      |                        |                        |                        |                        |                        |               |                             |

## Videoklipy

### Jako hlavní umělkyně
| Název                                       | Rok  | Režisér                           |
| ------------------------------------------- | ---- | --------------------------------- |
| "Do It Like a Dude"                         | 2010 | Emil Nava                         |
| "Price Tag" (feat. B.o.B)                   | 2011 | Emil Nava                         |
| "Nobody's Perfect"                          | 2011 | Emil Nava                         |
| "Who's Laughing Now"                        | 2011 | Emil Nava                         |
| "Who You Are"                               | 2011 | Emil Nava                         |
| "Domino"                                    | 2011 | Ray Kay                           |
| "LaserLight" (feat. David Guetta)           | 2012 | Emil Nava                         |
| "Silver Living (Crazy 'Bout You)"           | 2012 | Andrew Logan                      |
| "Wild" (feat. Big Sean a Dizzee Rascal)     | 2013 | Emil Nava                         |
| "It's My Party"                             | 2013 | Emil Nava                         |
| "Thunder"                                   | 2013 | Emil Nava                         |
| "Bang Bang" (s Ariana Grande a Nicki Minaj) | 2014 | Hannah Lux Davis                  |
| "Burnin' Up" (feat. 2 Chainz)               | 2014 | Hannah Lux Davis                  |
| "Masterpiece"                               | 2014 | Tabitha Denholm                   |
| "Flashlight"                                | 2015 | Hannah Lux Davis                  |
| "Can't Take My Eyes Off You"                | 2016 | Rankin                            |
| "Real Deal" (lyric video)                   | 2017 | Jake Stark                        |
| "Think About That"                          | 2017 | Erik Rojas, Brian Ziff & Jessie J |
| "Not My Ex"                                 | 2017 | Brian Ziff                        |
| "Queen" (acoustic)                          | 2018 | Allie Snow                        |
| "Queen"                                     | 2018 | Marc Klasfeld                     |
| "I Want Love"                               | 2021 | Summen Deven a Danky Cogon        |

### Jako vedlejší umělkyně
| Název                                                           | Rok  | Režisér             |
| --------------------------------------------------------------- | ---- | ------------------- |
| "Up" (James Morrison feat. Jessie J)                            | 2011 | Phil Griffin        |
| "Remember Me" (Daley feat. Jessie J)                            | 2012 | Ethan Lader         |
| "Calling All Hearts" (DJ Cassidy feat. Robin Thicke a Jessie J) | 2014 | Director X          |
| "Brave" (Don Diablo s Jessie J)                                 | 2019 | Patrick van der Wal |
| "Heaven Bound" (Louis York s Jessie J)                          | 2023 | —                   |

### Spoluumělkyně
| Název                                                 | Rok  | Režisér          |
| ----------------------------------------------------- | ---- | ---------------- |
| "Where's the Love?" (Black Eyed Peas feat. The World) | 2016 | Michael Jurkovac |
| "Malibu" (At Home Edition) (Kim Petras)               | 2020 | Kim Petras       |